# Селезнівка (Краматорський район)
Селезні́вка — село Миколаївської міської громади Краматорського району Донецької області, України. Населення становить 219 осіб.
у селі 3 вулиці: Садова, Торецька та Вишнева (раніше Радгоспна). Село газифіковане.
Селезнівка безпосередньо примикає до міжнародної траси Харків – Ростов-на-Дону.

## Населення

### Мова
Розподіл населення за рідною мовою за даними перепису 2001 року:
| Мова       | Кількість | Відсоток |
| ---------- | --------- | -------- |
| російська  | 121       | 55.25%   |
| українська | 98        | 45.75%   |
| Усього     | 219       | 100%     |

1. ↑  Рідні мови в об'єднаних територіальних громадах України — Український центр суспільних даних